# Javron-les-Chapelles
Javron-les-Chapelles è un comune francese di 1 501 abitanti situato nel dipartimento della Mayenne nella regione dei Paesi della Loira.

## Società

### Evoluzione demografica
Abitanti censiti